# Právo na život
Právo na život patří k nejdůležitějším základním lidským právům. Zaručuje právo na život v jeho nejužším smyslu slova, tj. na existenci člověka na Zemi s jeho fyzickou a biologickou podstatou, založenou na důstojnosti lidského života.

## Právní prameny

### Listina základních práv a svobod
Právo na život je zakotveno v článku 6 Listiny základních práv a svobod, která je součástí ústavního pořádku České republiky:
(1) Každý má právo na život. Lidský život je hoden ochrany již před narozením.
(2) Nikdo nesmí být zbaven života.
(3) Trest smrti se nepřipouští.
(4) Porušením práv podle tohoto článku není, jestliže byl někdo zbaven života v souvislosti s jednáním, které podle zákona není trestné.

### Evropská úmluva o lidských právech
Evropská úmluva o lidských právech byla podepsána v Římě, dne 4. 11. 1950. Jedná se o nejdůležitější lidskoprávní úmluvu, která byla sjednána v rámci Rady Evropy. Stala se tak základem pro regionální mezinárodně-právní ochranu lidských práv v Evropě. Právo na život je zde zakotveno v článku 2: 
1. Právo každého na život je chráněno zákonem. Nikdo nesmí být úmyslně zbaven života, kromě výkonu soudem uloženého trestu, následujícího po uznání viny, za spáchání trestného činu, pro který zákon ukládá tento trest.
2. Zbavení života se nebude považovat za způsobené v rozporu s tímto článkem, jestliže bude vyplývat z použití síly, které není víc než zcela nezbytné, při:
a. obraně každé osoby proti nezákonnému násilí;b. provádění zákonného zatčení nebo zabránění útěku osoby zákonně zadržené;c. zákonně uskutečněné akci za účelem potlačení nepokojů nebo vzpoury.

### Všeobecná deklarace lidských práv
Všeobecná deklarace lidských práv je nejznámějším lidskoprávním dokumentem na světě. Zde se v článku 3 o právu na život pojednává takto:
Každý má právo na život, svobodu a osobní bezpečnost.

### Mezinárodní pakt o občanských a politických právech
Mezinárodní pakt o občanských a politických právech byl vytvořen na zasedání OSN v New Yorku v prosinci roku 1966. V článku 6 odst. 1 se uvádí:
Každá lidská bytost má právo na život. Toto právo je chráněno zákonem. Nikdo nebude svévolně zbaven života.

### Listina základních práv Evropské unie
Právo na život je řešeno i v Hlavě I., článku 2., Listiny základních práv Evropské unie, tedy v dokumentu, který zakotvuje základní práva při aplikaci norem evropského práva:
1. Každý má právo na život.
2. Nikdo nesmí být odsouzen k trestu smrti ani popraven.

## Právo
Ústavní zakotvení práva na život a jeho úprava je důležitá pro jeho následnou ochranu dalšími právními obory, jako je občanské a trestní právo. V důsledku společenského a neustálého vědeckého vývoje, se také stává právo na život co do svého obsahu jedním z nejsložitějších a nejméně zřejmých základních práv vůbec. Nejvíce problémové otázky spojené s právem na život jsou v dnešní době otázky týkající se vymezení počátku a konce života. Řešení těchto otázek přesahuje hranice práva a dotýká se samotného žebříčku hodnot společnosti, který byl po staletí utvářen a ovlivňován nejen právem, ale i náboženstvím, filosofickými, mravními či kulturními prameny. Hlavním aspektem pro počátek, vývoj i charakter pojetí práva na život byl, a do dnešní doby i je, způsob, jak společnost nahlíží na lidský život, neboť každý život lidského jedince má být společností uznán jako hodnotný a má ho společnost chránit. Toto právo se především dotýká otázek ochrany života, rozhodování o životě a zdraví, lidského života před narozením a jeho ochrany, interrupce a euthanasie.

## Filozofie
Jedním z důležitých témat antické filozofie se staly ontologické úvahy o smyslu bytí, které položily základ metafyzice, hlavně v Aristotelově díle, ale nejzásadnější vliv pro vývoj koncepce práva na život mělo náboženství. Až později v éře humanismu přišli filozofové osvícenství a novověku s novou tezí, že lidská důstojnost je viděna v samotné schopnosti člověka myslet a svobodně rozhodovat o své seberealizaci. Především rozum a ne Boží vůle (stvoření) je základní hodnotou lidského života. Na této tezi se podepsaly dějinné události středověku (války, reformace, protireformace, inkvizice), kde ve jménu Božím docházelo k negaci myšlenky o posvátnosti lidského života. Velcí myslitelé H. Grotius, E. Coke, T. Hobbes, J. Locke a další řadí právo na život na první místo mezi přirozenými právy, které jsou uplatnitelné i ve vztahu ke státní moci a stát je povinen je respektovat. J. Locke zpracoval teze o nezcizitelnosti práva člověka na život. Osvícenec a racionalista I. Kant definuje své myšlenky o hodnotě života člověka jako takového a upozorňuje, že lidský život je nutno vnímat jako cíl sám o sobě, nikoliv však jako pouhý nástroj nebo objekt. Tyto myšlenky je možné prohlásit jako ideové prameny dnešní koncepce práva na život, kdy se na lidský život pohlíží jako na hodnotu, která si zasluhuje nejvýše možný respekt a ochranu.

## Náboženství
V židovsko-křesťanské tradici se ujal termín posvátnosti lidského života, který je pokládán za Boží dílo, a proto musí být uchováván a chráněn (podobně je tomu i v islámu, buddhismu nebo hinduismu). Každý jedinec má povinnost chránit svůj život a životy svých blízkých. Nejvýstižněji tuto tezi najdeme v páté knize Mojžíšově (Deuteronomium), kde Bůh dává Izraelitům Desatero přikázání a 5. přikázání "Nezavraždíš" hovoří o úctě a ochraně lidského života, ale nijak není proti trestu smrti. Páté přikázání lze považovat za jeden z inspiračních pramenů konceptu práva na život, a to zvláště v jeho obranné funkci, i když je v Bibli spíše v podobě morálního duchovního nařízení.V židovské tóře, která stanovuje 613 přikázání (micvot), které jsou jedním z pilířů judaismu, se objevuje možnost porušení téměř všech uvedených přikázání v případě ohrožení života. V situaci ohrožení lidského života je dovoleno porušit i šabat. V islámu, islámském právu šaría a ve znění Deklarace lidských práv v Islámu z roku 1990 (článek 2) se zaručuje právo na život a současně se prohlašuje, že život je Božím darem. Koncept práva na život nachází zvláště v židovsko-křesťanské kultuře mnoho inspiračních pramenů. To nakonec dosvědčují i současné společenské diskuze nad spornými stránkami interrupce, trestu smrti nebo euthanasie a argumenty v nich používané [viz např. Encyklika Humanae vitae papeže Pavla VI. (1968), Evangelium vitae papeže Jana Pavla II. (1995) nebo instrukce Donum vitae (1987) od papeže Benedikta XVI.].

## Klíčová témata

### Ochrana života
Zda je člověk subjektem nebo objektem práva na ochranu života, můžeme nahlížet dvěma pohledy:
- Jestliže má člověk právo na život, nutně musí mít právo o svém životě také rozhodovat. Není přípustné, aby byl pouhým objektem péče státu nebo zdravotníků, ale je považován za subjekt. Právo na tělesnou nedotknutelnost při nakládání vlastním životem nebo vlastním tělem patří k základním lidským právům.

- Ponechat péči o člověka jen na jednotlivci není možné a stát se musí aktivně o tuto oblast zajímat. Jako příklad je možné uvést péči o děti, staré občany nebo intervence v případě nakažlivé choroby. Z tohoto pohledu se jednotlivec stává objektem.[6]

### Právo rozhodovat o svém životě a zdraví
Mezi práva člověka rozhodovat o svém životě a zdraví lze zahrnout právo pacienta na dostatečně srozumitelné poučení o svém zdravotním stavu a jeho vývoji a to včetně důsledků zvolené léčby. Neméně důležité je i udělování informovaného souhlasu s poskytováním zdravotních služeb vzhledem k zásahům do tělesné integrity pacienta.
Tyto otázky řeší:
- Zákon 372/2011 Sb. o zdravotních službách, zejména v části o právech pacienta, § 28 a násl.
- Nezbytná pravidla formy souhlasu lze nalézt ve vyhlášce o zdravotnické dokumentaci č. 98/2012 Sb., která nabyla účinnosti dne 1. 4. 2012.
- Zákon č. 285/2002 Sb., o darování, odběrech a transplantacích tkání a orgánů a o změně některých zákonů (transplantační zákon).[6]

### Lidský život před narozením a jeho ochrana
Ochrana počatého plodu je kontroverzní téma, zejména vzhledem k právní úpravě potratů. Z tohoto hlediska je třeba posuzovat dále uvedené základní otázky:
- Nejzávažnější otázkou je, zda lze uznat lidský plod (resp. embryo) za lidský život se všemi právy od okamžiku oplodnění.
- Neméně sporná je otázka konfliktu mezi právy ženy (na soukromí a na mateřství) a právem lidského zárodku na život. Z pozice ženy jde prakticky o konfliktní právo ženy rozhodovat o svém mateřství, což v důsledku znamená rozhodování ženy o životě plodu.
- V pohledu na pojem "lidský život" se zakořenily dva základní názory:
  - Okamžikem oplodnění jde od počátku o život se všemi právy a povinnostmi.
  - Embryo je součástí ženského těla a proto na ně nemůžeme nahlížet jako na lidský subjekt se všemi právy a povinnostmi. Bez přihlédnutí k těmto dvěma základním názorům, je třeba konstatovat, že lidskému plodu právní řády do jisté míry přiznávají občanskoprávní a trestněprávní ochranu. Nový občanský zákoník v § 25 uvádí: Na počaté dítě se hledí jako na již narozené, pokud to vyhovuje jeho zájmům. Má se za to, že se dítě narodilo živé. Nenarodí-li se však živé, hledí se na ně, jako by nikdy nebylo.[8]
- Kdy je dítě považováno ze živě narozené, je otázka pro stanovení okamžiku, kdy nenarozené přestalo být plodem a stalo se živým člověkem. Ve světě se tento okamžik řeší nejednotně. Vždy pak záleží na konkrétní právní úpravě, která podporuje obecně rozšířenou zásadu, že tento okamžik nastává, kdy nenarozené dítě je schopno žít mimo matčino tělo. Z pohledu katolické církve je ztotožněno početí s počátkem lidského života. To znamená, že každý počatý plod je již lidským životem. Katolický katechismus v § 2270 uvádí: Lidský život musí být absolutně respektován a chráněn již od okamžiku početí. Již od první chvíle její existence musí být lidské bytosti přiznána práva osoby, mezi nimiž je nezcizitelné právo každé nevinné bytosti na život.[9]
- Poslední otázkou je ochrana plodu vs. manipulace s lidskými zárodky, lékařské pokusy a konflikt matky s plodem zmíněný již ve 2. otázce. Z právního pohledu jde i o ochranu ženy během těhotenství. V každém případě půjde vždy o otázku etickou a lékařskou.[6]

#### Interrupce
Interrupce je umělé ukončení těhotenství chemickými nebo chirurgickými prostředky. Staletí trvající problém kolem interrupcí provázejí spory o přípustnosti či nepřípustnosti interrupce. Obvyklými příčinami těchto sporů je historický vývoj, politický vliv (regulace početí), vliv náboženský a morální tradice. Ve světě můžeme nalézt nejrůznějšími způsoby řešení problémů interrupcí, od úplného zákazu až po naprostou svobodu v rozhodování těhotné ženy. V současné době dochází nejčastěji k názorovým střetům mezi zastánci práva na život plodu (tzv. Pro-life hnutí) a zastánci práv matky nakládat se svým tělem (tzv. Pro-choice hnutí).

### Euthanasie
Slovo euthanasie je řeckého původu (eu = dobře, thanatos = smrt) a mělo by znamenat lehkou či bezbolestnou smrt. Podle Světové lékařské asociace (WMA – World Medical Association) je euthanasie vědomé a úmyslné provedení činu s jasným záměrem ukončit život jiného člověka za následujících podmínek: subjektem je kompetentní informovaná osoba s nevyléčitelnou chorobou, která dobrovolně požádala, aby její život byl ukončen; jednající ví o stavu této osoby a o jejím přání zemřít a páchá tento skutek s prvořadým úmyslem ukončit život této osoby; a skutek je proveden se soucitem a bez osobního zisku. V případě euthanasie je problém medicínský a zejména etický a morální, kdy proti sobě stojí dva zájmy: společenský zájem ochrany lidského života a svobodné rozhodnutí člověka o vlastním životě. Je třeba proto posuzovat princip nedotknutelnosti lidského života za všech okolností a princip kvality života (přípustnost ukončení, resp. udržování, lidského života nemajícího naději na přežití). Z celosvětového hlediska je převládající princip nedotknutelnosti života. Tato skutečnost je pak vyjadřována konkrétními etickými a právními přístupy.

### Trest smrti
Trest smrti je odnětí života státem jako trest za spáchaný zločin.
Trest smrti patří mezi nejvíce sporné otázky práva na život. Přestože v mnoha zemích je zakázán, stále tento problém rozděluje společnost.
Evropský prostor od roku 2003 je soudem prohlášen za zónu bez trestu smrti, přesto se nepřetržitě diskutuje v rovině společenské, ale i právně-teoretické. V USA jde stále o ožehavou otázku vzhledem k aplikaci trestu ve 32 z 50 amerických států.
V Česku z důvodu ústavního zakotvení čl. 6, odst. 3 Listiny základních práv a svobod o nepřípustnosti trestu smrti, byl novelou zákona č. 175/1990 Sb. k 1. 7. 1990 zrušen trest smrti a náhradou se stal trest odnětí svobody na doživotí.
V čl. 2 Evropské úmluvy o lidských právech byl trest smrti dovolen jako jedna z výjimek. K jeho zákazu s výjimkou doby války došlo Protokolem č. 6, jeho zákaz za všech okolností pak zakotvuje Protokol č. 13.